# 1996年夏季残疾人奥林匹克运动会委内瑞拉代表团
1996年夏季残疾人奥林匹克运动会委内瑞拉代表团是委内瑞拉派出的1996年夏季残疾人奥林匹克运动会代表团。未获得奖牌。